# Verallia
Verallia est une entreprise française spécialisée dans l'emballage pour les boissons et les produits alimentaires. À l'origine filiale du groupe français Saint-Gobain, Verallia est cotée sur le compartiment A du marché réglementé d'Euronext Paris. Possédant des usines en Europe et en Amérique latine, Verallia est cité comme le troisième producteur mondial d'emballage en verre alimentaire.

## Historique

### L'activité verre creux chez Saint-Gobain (1918-2007)
Dès 1918, le groupe Saint-Gobain, déjà bien implanté dans la production de verre pour le bâtiment, rachète différentes verreries françaises (les établissements Claude Boucher à Cognac, les Verreries du Saumurois à Angers, les Verreries à Bouteilles du Nord).
Profitant du développement de l'industrialisation de la production de verre creux (notamment grâce aux recherches de l'ingénieur français Claude Boucher) des années 1920-1930, Saint-Gobain devient un des principaux acteurs du verre creux en France. Son principal concurrent est, à cette époque, le groupe verrier Boussois-Souchon-Neuvesel (BSN).
Après une période difficile pour Saint-Gobain, avec notamment la tentative d'OPA du concurrent BSN en 1968, la fusion du groupe avec la société lorraine sidérurgique Pont-à-Mousson lui permet de se relancer.
En 1982, le groupe Saint-Gobain est nationalisé par l'Union de la gauche puis reprivatisé en 1986.
Déjà présent en France et en Espagne, l'activité verre creux acquiert plusieurs entreprises verrières en Europe et dans le monde à partir de la fin des années 1980, les principales acquisitions étant  Oberland Glas en Allemagne et Ball Foster aux États-Unis.
Au début des années 2000, dans un contexte marqué par la baisse des ventes de produits en verre creux en Europe, plusieurs fours verriers sont arrêtés, notamment en France.

### La naissance de Verallia et l'indépendance vis-à-vis de Saint-Gobain (2008- )
En 2007, le groupe Saint-Gobain se réorganise : l'activité verre creux est séparée du reste des activités verrières et devient le pôle conditionnement. Saint-Gobain vend ses activités de flaconnerie et renomme le pôle conditionnement Verallia en 2010.
En juin 2020, Verallia annonce une réorganisation de ses activités de production avec la suppression de 130 postes au sein de ses usines en France, dont 80 dans celle de Cognac où un four sera fermé,. Les départs s'effectueront dans le cadre de cessations anticipées d'activités, d'aménagements de fin de carrière ou de départs volontaires.
En mai 2022, Verallia fait évoluer sa gouvernance. À la suite de l’Assemblée générale, Michel Giannuzzi, Président-Directeur général du Groupe depuis cinq ans, continuera d’exercer sa fonction de Président du Conseil d’Administration, et confie la direction générale à Patrice Lucas. Ce dernier rejoint le Conseil d’Administration en sa qualité d’administrateur,.
En juillet 2022, Verallia signe un partenariat stratégique avec le groupe d’ingénierie industrielle Fives, afin de réduire ses émissions de carbone et pour une production de verre plus écologique. Le Groupe investit dans l’électrification de son usine de Cognac en France, grâce aux technologies de fusion entièrement électriques fournies par Fives. Ce nouvel investissement s’inscrit dans la stratégie de modernisation des capacités de production de Verallia en vue d’une croissance à long terme.

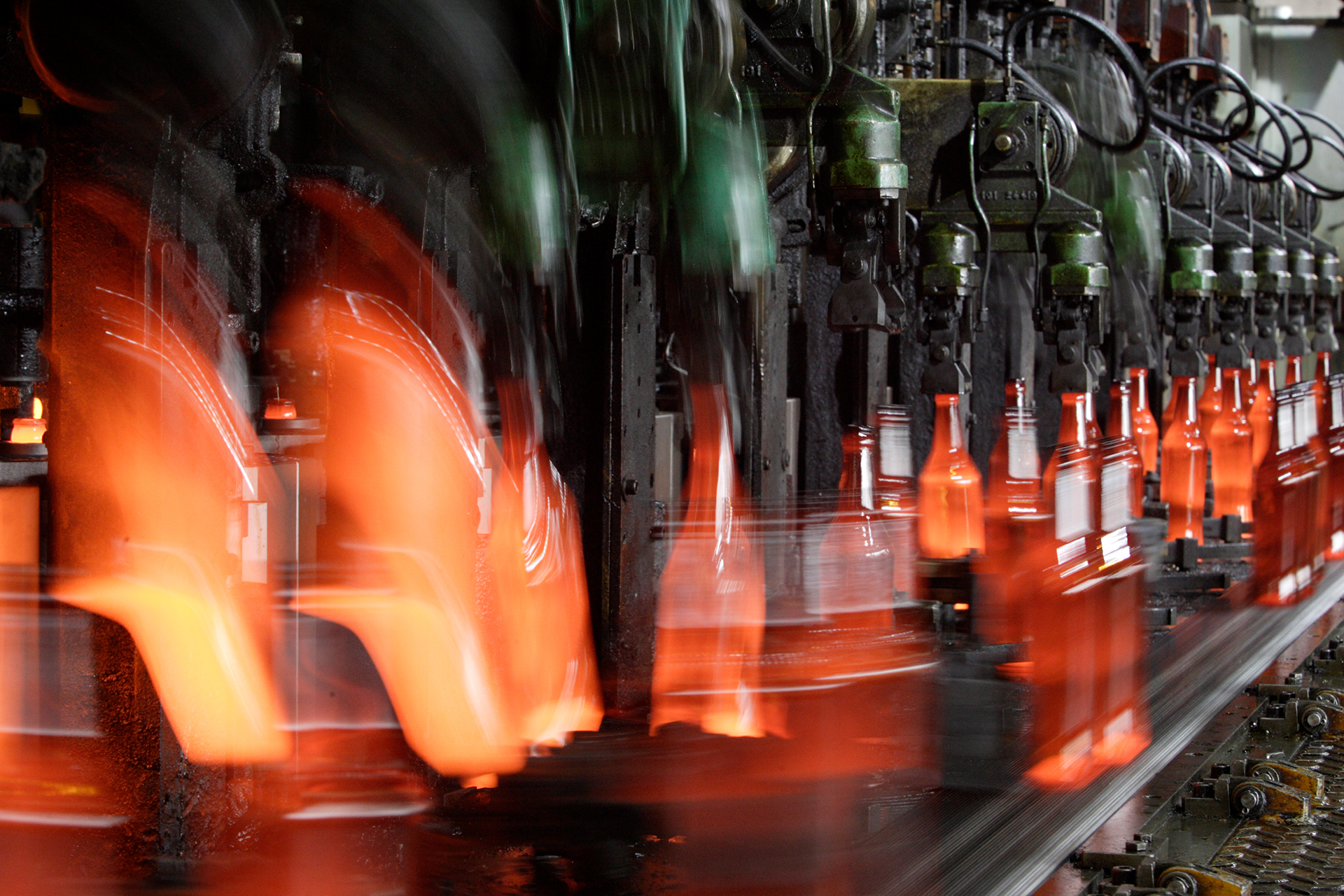
Bouteilles en fabrication

En novembre 2022, Verallia acquiert Allied Glass qui devient Verallia UK en janvier 2023. Le Groupe s’implante ainsi au Royaume-Uni et renforce sa position sur le marché des bouteilles en verre premium pour le marché des spiritueux,. L'année d'après, Verallia conclut l’acquisition des activités verrières de Vidrala (de) en Italie, poursuivant ainsi son développement sur ce marché.

## Activités
Verallia est cité comme le troisième producteur mondial d'emballage en verre alimentaire.
Le groupe dispose de 6 usines de décor intégrées (1 au Brésil, 2 en France, 1 en Pologne, 1 aux Îles Canaries et 1 au Royaume-Uni) pour proposer une gamme de techniques de décoration et de personnalisation à ses clients. Il opère aussi 35 sites de production verrière (4 en Allemagne, 1 en Argentine, 3 en Brésil, 1 en Chili, 5 en Espagne, 7 en France, 1 en Îles Canaries, 7 en Italie, 1 en Portugal, 2 en Royaume-Uni, 2 en Russie, 1 en Ukraine) dans lesquels il transforme le verre collecté en calcin, matière première utilisée dans les fours verriers.

## Principaux actionnaires
À la suite d'une introduction en bourse avortée en 2011, Saint-Gobain vend la partie nord-américaine de Verallia au groupe Ardagh en 2014 et cède le reste en 2015 au fonds Apollo Global Management (90 %) et à la Banque publique d'investissement (10 %).
En octobre 2019, Verallia réalise son introduction en bourse sur le marché réglementé d’Euronext Paris. Sur les 888 millions d'euros de la cession, l'essentiel (838 millions d'euros) provient de la vente de titres de son actionnaire Horizon Parent Holdings, détenu à 90 % par le fonds américain Apollo et à 10 % par la banque publique Bpifrance.
Situation au 28 février 2025,:
| Flottant                                                    | 45,79% |
| Brasil Warrant Administração de Bens e Empresas S.A. (BWSA) | 28,84% |
| Invesco                                                     | 10,96% |
| Bpifrance Participations                                    | 7,51%  |
| Autodétention                                               | 2,46%  |
| Salariés (FCPE Verallia et actionnariat direct)             | 4,34%  |